# NGC 1060
NGC 1060 é uma galáxia elíptica (E-S0) localizada na direcção da constelação de Triangulum. Possui uma declinação de +32° 25' 29" e uma ascensão recta de 2 horas, 43 minutos e 15,0 segundos.
A galáxia NGC 1060 foi descoberta em 12 de Setembro de 1784 por William Herschel.